# Kir (rivier)
De Kir ([kiɾ]; bepaalde vorm: Kiri) is een bergrivier in Noord-Albanië. De rivier ontspringt in het hart van de Albanese Alpen, op de zuidelijke flank van de Maja e Elbunit, en mondt onmiddellijk ten zuidoosten van het Rozafakasteel in Shkodër uit in de Grote Drin, nog geen anderhalve kilometer voordat deze rivier zelf in de Bunë uitmondt. De Kir ontwatert het zuidwestelijke deel van de Albanese Alpen dat Dukagjin wordt genoemd, een gebied met een oppervlakte van 261 vierkante kilometer. Ze is 52 kilometer lang. 
Een eenvoudige rijweg volgt de vallei van de Kir alvorens over een 1200 meter hoge bergpas zijn traject verder te zetten naar het dal van de Shalë, die eveneens in de Drin uitmondt. Grote delen van de Kir lenen zich tot kajakken.

## Verloop
Vanaf de bron stroomt de Kir aanvankelijk in zuidwestelijke richting. Vervolgens gaat het tot Prekal (gemeente Postribë) ruwweg naar het zuiden, daarna opnieuw naar het zuidwesten. De dorpen die langs de bovenloop van de rivier liggen (met name vóór Prekal) bevinden zich doorgaans niet meteen aan de waterloop, maar op de bergflanken of -kammen hogerop in het dal. Dichter bij de rivier liggen onder meer respectievelijk de dorpen Urë e Shtrenjtë en Drisht, die eveneens deel uitmaken van  Postribë. Op vijf kilometer ten noordoosten van Shkodër verlaat de rivier het gebergte, en gaat ze door de kustvlakte lopen. Langs dit traject komt de waterloop geregeld droog te liggen, en is hij voornamelijk bekend vanwege de Ottomaanse Ura e Mesit-brug, een van de belangrijkste architectonische bezienswaardigheden van Shkodër en omgeving. Over deze brug, genoemd naar het plaatsje Mes (Postribë), liep een oude karavaanroute van Shkodër naar Kosovo. Net voor de monding in de Grote Drin loopt de Kir oostelijk en vervolgens zuidelijk van het stadscentrum van Shkodër. Ten noordoosten van het station van die stad ligt in de rivier een klein eiland.
Omstreeks 1750 is de loop van de Kir, die voorheen rechtstreeks in het Meer van Shkodër (waaruit de Bunë ontspringt) uitmondde, veranderd. Toen in 1858 ook het verloop van de Drin wijzigde mondde ze ook niet langer meteen in de Bunë, maar in de Drin uit.

## Afwatering
Kir → Grote Drin → Bunë → Dringolf (Adriatische Zee)
Bistricë · Bunë · Cem · Devoll · Drin · Drino · Erzen · Fan · Gjanicë · Ishëm · Kir · Lanë · Mat · Osum · Seman · Shalë · Shkumbin · Shushicë · Valbonë · Vjosë